# スワンナ・プーマ
スワンナ・プーマ（ラーオ語: ສຸວັນນະພູມາ / Souvanna Phouma, 1901年10月7日 - 1984年1月10日）は、ラオスの王族、政治家。中立派の指導者であり、ラオス王国において数度にわたり首相を務めた。殿下（Tiao）の称号を持つ。

## 経歴
スワンナ・プーマは、ルアンパバーン王国の最後の副王でシーサワーンウォン国王の甥にあたるブンコンの第3王子として生まれた。彼はハノイ、パリ及びグルノーブルでフランス流の教育を受け、建築学と工学の学位を得た。1931年に帰国し、仏領インドシナ公共事業局 (the Public Works Service of French Indochina) に務めた。
第二次世界大戦末、フランスの占領軍とヴィエンチャン臨時政府（1945–46年）に対抗し、ラーオ・イサラ（自由ラオス）運動が設立され、プーマは兄ペッサラート・ラッタナウォンサ殿下（1891年–1959年）や異母弟スパーヌウォン殿下（1909年–1995年）等と共に参加した。
フランスがラオスを再占領した時、プーマはバンコクに亡命したが、フランスがラオスの自治権を認めた1949年、帰国した。

### 首相就任

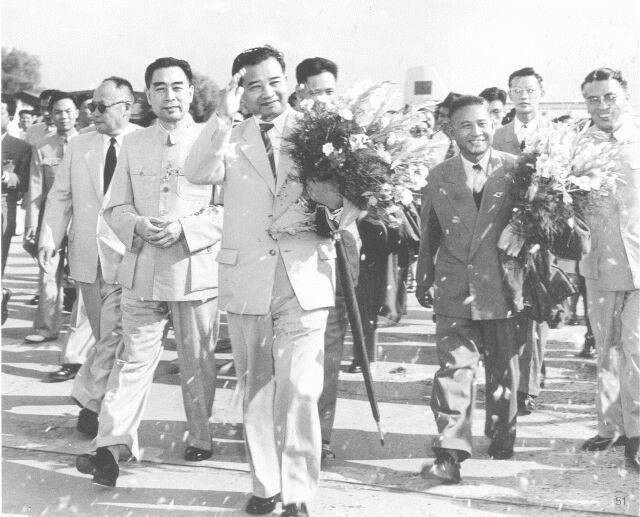
1956年、北京を訪問したスワンナ・プーマ（中央、その左は周恩来）

1951年、国民進歩党が国民議会の39議席中15議席を獲得し、プーマは同政権下で首相となり、1954年まで務めた。
1955年12月の選挙において、進歩党が20議席、サナニコーン派の独立党が9議席を獲得したが組閣できず、1956年3月21日、民族和解と中立主義を掲げるプーマが再び首相に就任した。同年7月31日より、プーマ首相は、共産勢力パテート・ラーオ代表を務める異母弟スパーヌウォンとの間で、パテート・ラーオの王国政府への統合について、交渉を始めた。交渉の進展により、同年末までに、いくつかの合意が成立した。しかし、アメリカ、イギリス、フランスの西側の圧力により、1957年5月、プーマは辞職に追い込まれた。

### 第一次連合政府
1957年7月7日、首相に就任。同年11月18日、左派との「国民連合政府」が樹立され、プーマが引き続き首相職を務め、スパーヌウォンが計画・建設相、もう一人のパテート・ラーオ指導者プーミ・ウォンウィチットが宗教相として、連合政府に参画した。
1958年3月5日、国賓として夫人を伴い来日。岸信介首相のラオス訪問の答礼という意味合いであった。
21議席の補充選挙が1958年5月4日に実施され、パテート・ラーオの政党組織ネオ・ラーオ・ハクサート（ラオス愛国戦線）が9議席、その同盟政党の平和党が4議席、併せて13議席を獲得した。この左派の躍進に対抗し、国民連合党や進歩党などは合併してラオス人民連合 (Lao Hom Lao) を結成し、プーマが党議長に就任した。
1958年6月、プーマは右派による辞任と再び抵抗した。国王は翌日、スワンナ・プーマの政府を解散させ、革命委員会に暫定的に権力を与える国王布告第282号に署名し、正式なものとして投票を受け入れた。国王布告第283号は、プイ・サナニコーンの傀儡を演じていたブン・ウム殿下により組織された臨時政府を承認した。右派とパテート・ラーオ間の連立は崩壊した。
1960年8月、政権の右傾化に反対したコーン・レー大尉のクーデターが起り、再びプーマが首相に就任した。しかし、右派ノーサヴァン将軍の軍により中立派軍が敗れると、ジャール平原に後退し、一時はカンボジアに亡命したが、3ヶ月後に帰国した。

### 第二次連合政府

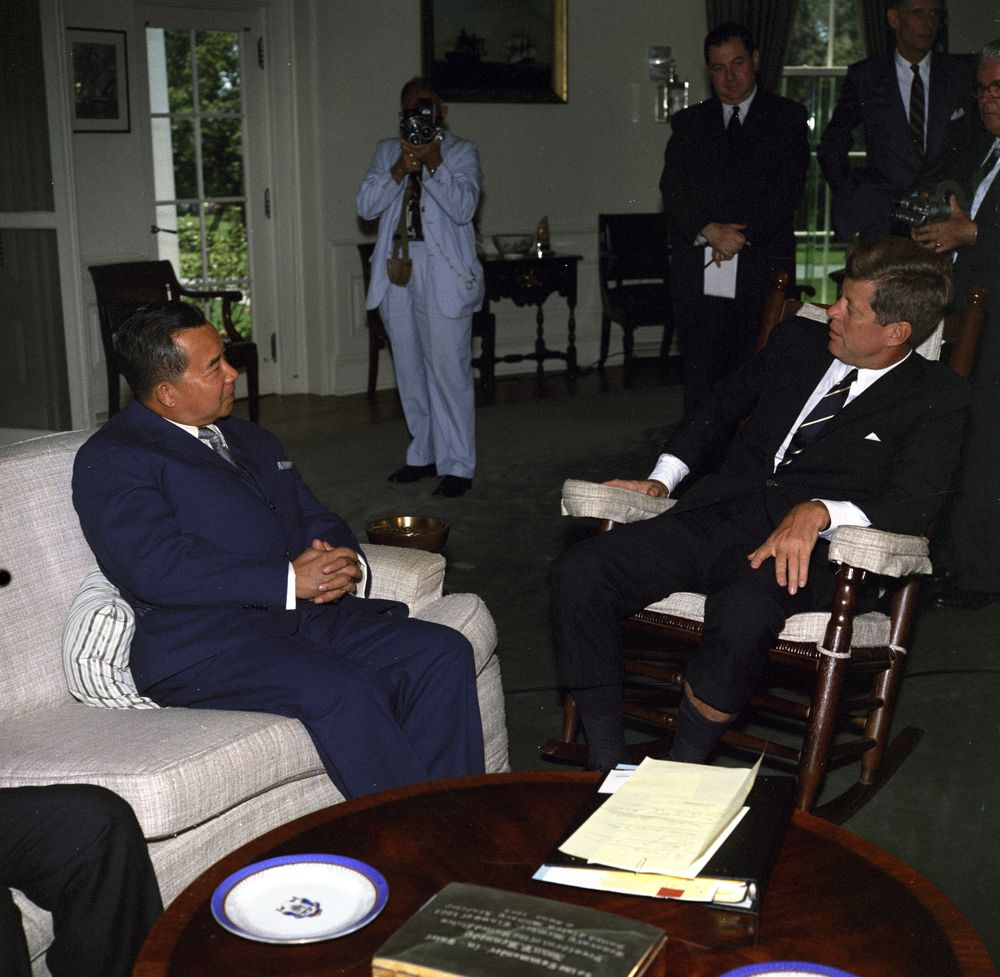
スワンナ・プーマ（左）とアメリカのジョン・F・ケネディ大統領（右）

1961年、中立派のプーマ、右派のブン・ウム、左派のスパーヌウォンの3殿下の会談が続けられ、翌年1月、ジュネーヴにおいて連合政権樹立に関する合意文書に署名。6月12日、連合政府組閣に関する「ジャール平原協定」に署名。1962年6月23日、プーマを首相とした第2次連合政府が樹立され、国防相と退役軍人・社会活動相を兼務した。
しかし、1963年には中立派の軍人・政治家の暗殺事件が続発し、疑心暗鬼から中立派は、中立左派と中立右派に分裂したため、プーマはその基盤を失った。また、パテート・ラーオ閣僚はジャール平原に引き揚げ、連合政府は事実上崩壊した。1964年、ベトナムでトンキン湾事件が起こると、ラオスもベトナム戦争に巻き込まれてゆく。以降はアメリカに支援された右派王国軍と、ベトミンに支援されたパテート・ラーオと中立愛国派（中立左派）という対立図式で内戦が展開された。王国政府はやがて戦意を喪失し、内部対立が顕著化するとともに、パテート・ラーオがラオス全土を制圧してゆく。
1970年3月22日、プーマはスパーヌウォンの書簡を届けに来た特使と会見し、パテート・ラーオ側との接触を開始した。

### 第三次連合政府
1973年1月、パリでアメリカと北ベトナム間で和平協定が成立すると、プーマと右派政府軍もパテート・ラーオとの交渉を余儀なくされた。同年2月21日、「ラオスにおける平和回復と民族和合の達成に関する協定」で合意し、同協定に基づき1974年4月5日、プーマを首相とする臨時連合政府（第3次連合政府）が樹立された。
1975年4月、プノンペンとサイゴンが左派勢力の手により陥落した事を背景に、パテート・ラーオは権力掌握に取り掛かった。8月26日、ラオス人民解放軍がヴィエンチャンを制圧。11月28日、暫定連合政府は総辞職した。

### 王政廃止
1975年12月1日から2日、全国人民代表者会議が開催され、プーマの辞任が正式に承認、連合政府は解散させられた。また、王政が廃止され、ラオス人民民主共和国が建国されると、プーマは政府顧問に任命された。
1984年1月10日、ヴィエンチャンの別荘で死去した。

## 家族
1931年、父がフランス人で母がラオス人であるアリーヌ・クレア・アラードと結婚した。プーマ夫妻は一人娘のムーネ (Moune) 王女をもうけ、彼女はアメリカ大使館の文化担当官、ペリー・J・スティーグリッツ (Perry J. Stieglitz) と結婚した。